# جيلالي رزق الله
جيلالي رزق الله ما يعرف باسم جيلالي عمارنة (18 نوفمبر 1961 -6 نوفمبر 2010) هو أحد أعمدة فرقة راينا راي التي لها شهرة عالمية سنوات الثمانينات وقد كانت وفاته سببا في احياء الفرقة من جديد.

## سيرة
ولد بولاية سيدي بلعباس غرب الجزائر توفي في نوفمبر 2010 ،أثر الفنان على جيل كامل، بانتمائه لفرقة عملاقة. تعافى من سرطان المعدة في عام 2007، واعترف بالوحدة في مكافحة المرض دون مساعدة أخلاقية أو نفسية، وقد قام بمكالماتين في أكتوبر 2010 على الراديو ومجلة 20H من L'ENTV من أجل مساعد عائلته، أب لأربعة أطفال. توفي في 6 نوفمبر 2010 في المستشفى الجامعي لسيدي بلعباس.